# La Nona Ora
La Nona Ora es una obra escultórica y conceptual del artista italiano Maurizio Cattelan. Ejecutada bajo la dirección del artista italiano por el escultor francés Daniel Druet. La instalación consta de una escultura hiperrealista del papa Juan Pablo II de tamaño mayor que el natural ataviado con la tradicional sotana blanca, cruz al cuello, la férula en la mano, aplastado por un meteorito que aparentemente ha entrado por el lucernario del techo, esparciendo vidrios rotos en una alfombra roja. El título de la obra hace referencia a la hora de la muerte de Cristo en la cruz, la novena hora según la teología cristiana.
La obra fue ideada en 1999 y presentada en 2000 en el marco de la exposición Apocalipsis - Belleza y horror en el arte contemporáneo en la Royal Academy de Londres. Fue vendida el 17 de mayo de 2001 por la casa de subastas Christie's de Nueva York a un coleccionista privado por una suma de 886000 dólares.
Mundialmente famosa, contribuyó a la reputación de su autor y ha sido expuesta con regularidad.
En 2003 Maurizio Cattelan realizó una serie limitada de vaciados en yeso y plata, basada en La Nona Ora; con una producción de 10 unidades y dos pruebas de artista; con unas dimensiones de 17 x 63 x 21 cm; llevó la obra al territorio de la reproducción en serie.
En 2010 se expuso en la Sala de las Cariatides del Palacio Real de Milán. Las vestiduras empleadas en esta ocasión fueron diferentes. Las telas ya no eran blancas sino doradas y con bordados rojos y negros, haciendo juego con los frescos de la sala de tonos ocres.

## Elementos de la escultura

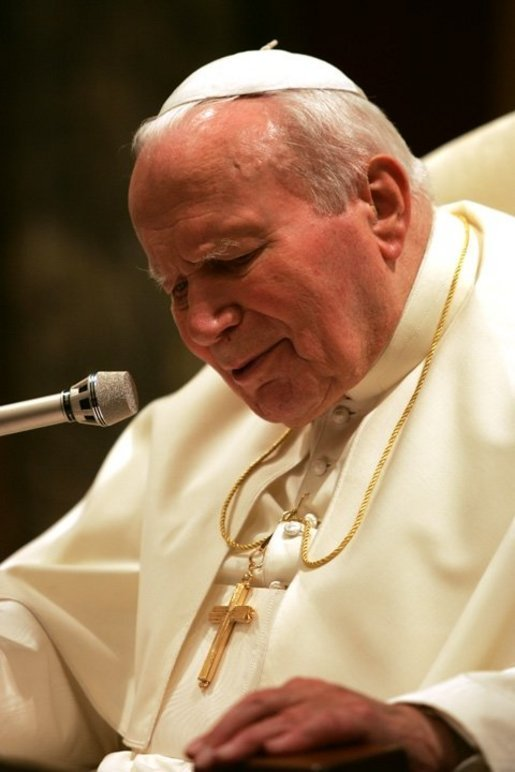
Juan Pablo II (1920 – 2005), con sotana blanca y crucifijo
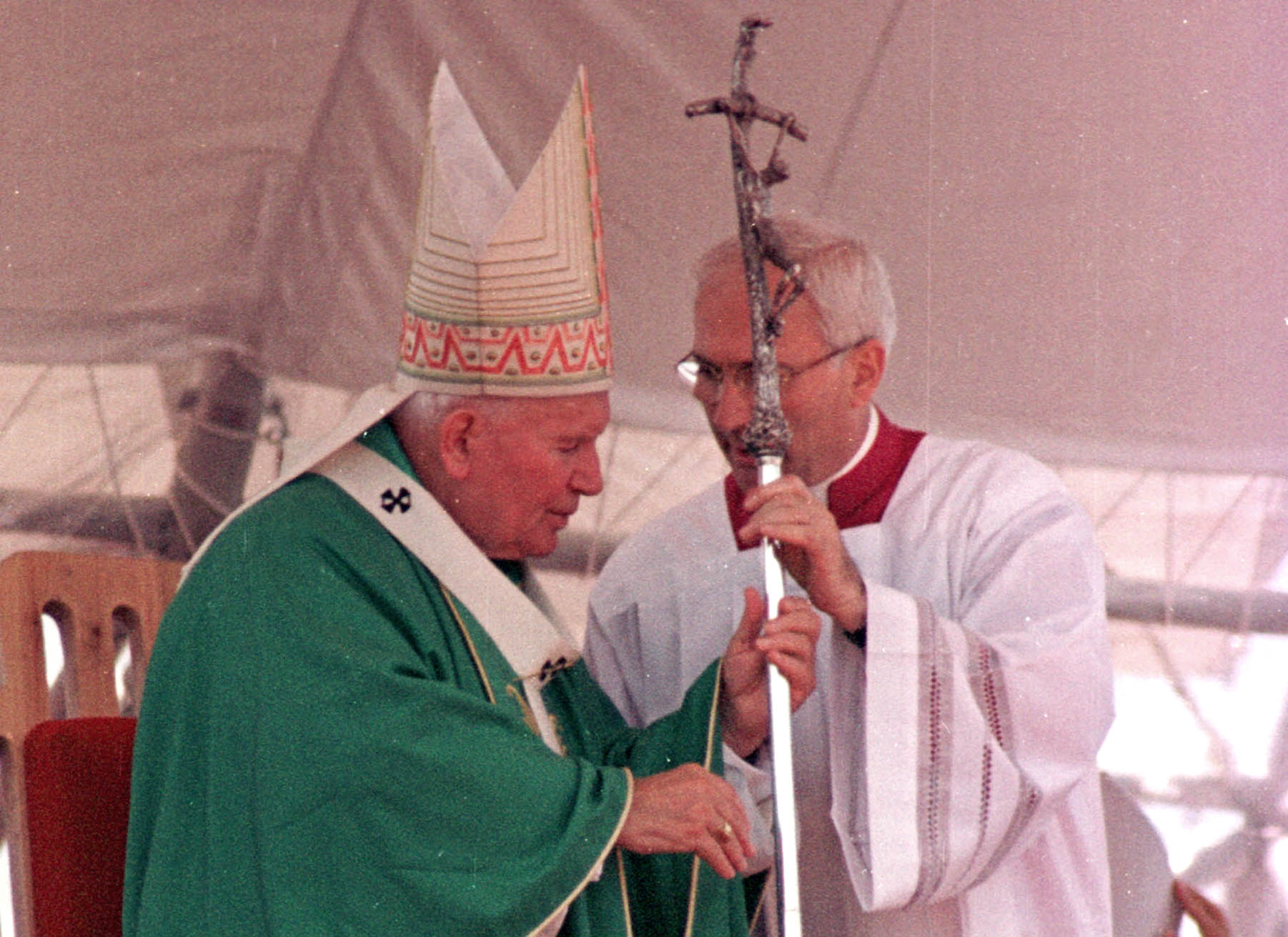
La férula papal, reproduciendo el modelo empleado por Juan Pablo II que perteneció a Pablo VI, obra del escultor napolitano Lello Scorzelli
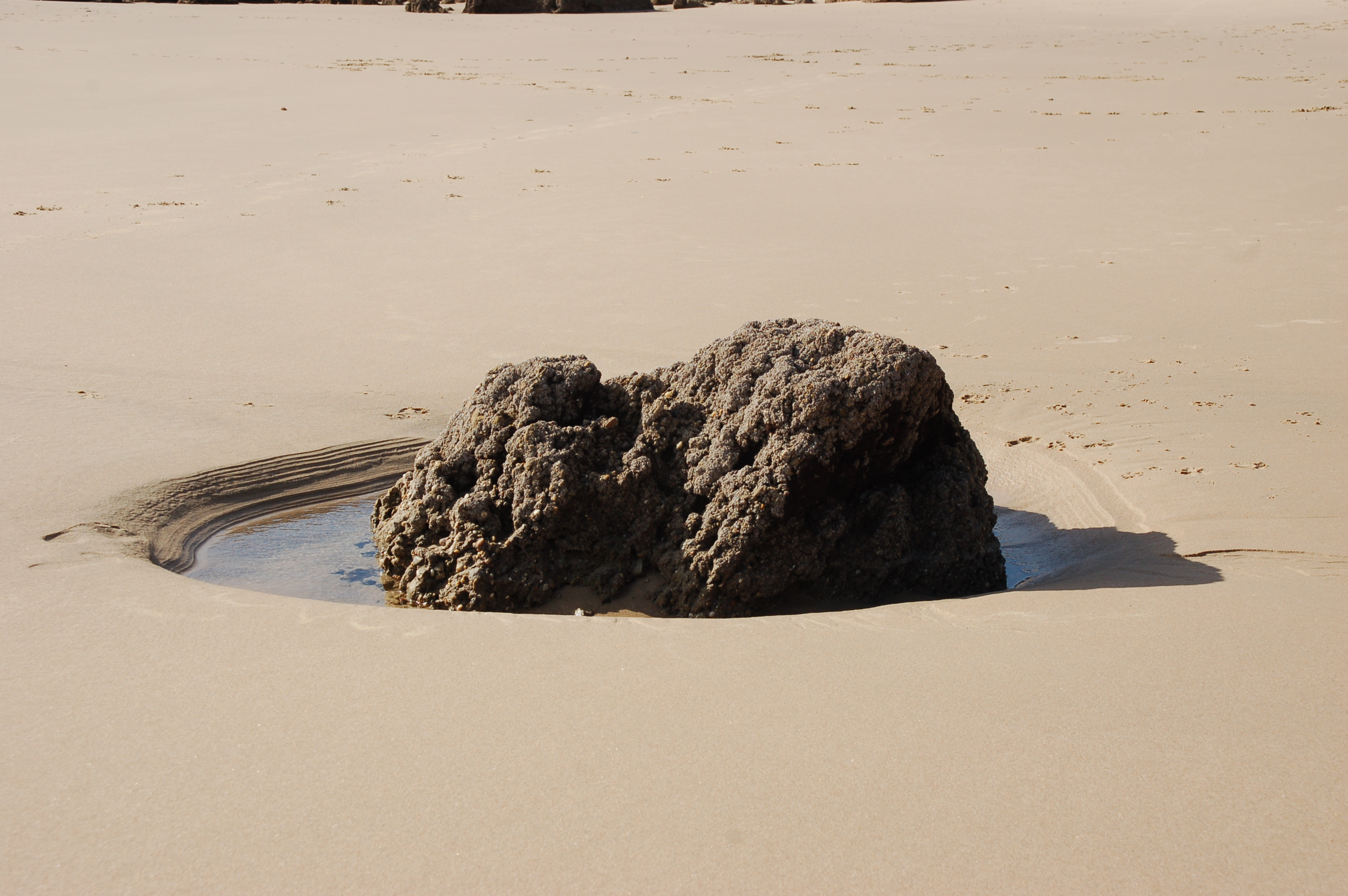
La piedra volcánica , simulando un meteorito que aplasta al papa, que fue retirada en la exposición de la escultura celebrada en Varsovia
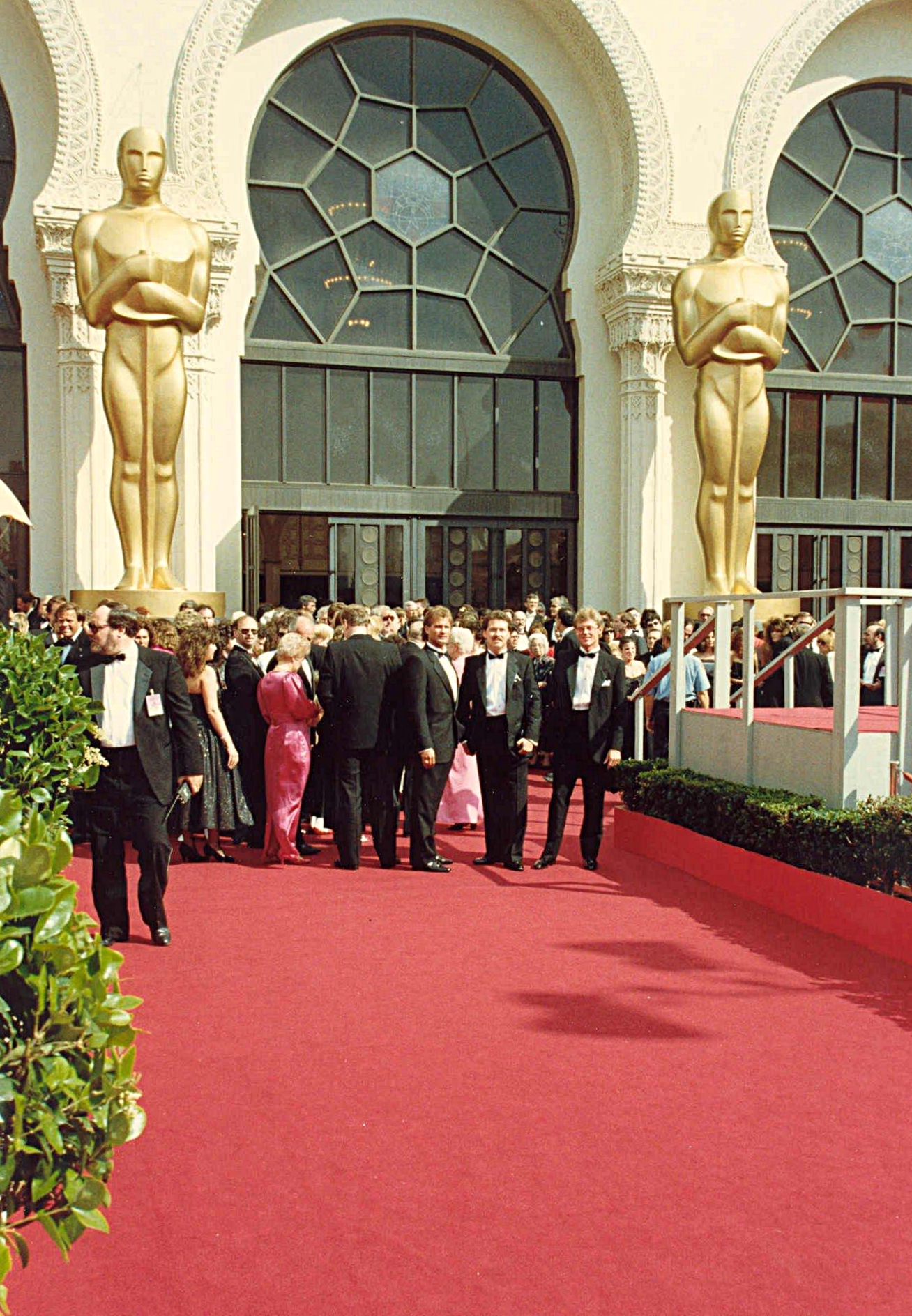
La alfombra roja, propia de las estrellas